# Believe in Me (film, 1971)
Pour les articles homonymes, voir Believe in Me.
Believe in Me est un film de Stuart Hagmann (1971)

## Fiche technique
- Réalisation : Stuart Hagmann
- Production : Metro-Goldwyn-Mayer

## Distribution
- Marcia Jean Kurtz : l'infirmière aux urgences
- Katherine Helmond